# Fiddle
Il termine fiddle indica uno strumento ad arco, molto spesso un violino. È un termine colloquiale per il violino usato nel country & western e nel bluegrass. Sebbene, in molti casi, fiddle sia sinonimo di "violino", lo stile musicale può determinare specifiche differenze costruttive tra violini folk (o fiddle) e violini classici. Ad esempio, i violini folk possono essere opzionalmente dotati di un ponticello con un arco più piatto, per ridurre la gamma di movimento del braccio dell'arco necessaria per tecniche come il doppio shuffle una forma di bariolage che comporta una rapida alternanza tra coppie di corde adiacenti. Per produrre un suono più brillante rispetto ai toni profondi delle corde di budello o con nucleo sintetico, i violinisti folk utilizzano spesso corde di metallo. Il violino folk appartiene a molti stili tradizionali (folk), che sono tipicamente tradizioni uditive insegnate ad orecchio anziché tramite musica scritta.
Il fiddling è l'atto di suonare il violino folk e i fiddler sono musicisti che lo suonano. Tra gli stili musicali, il fiddling tende a produrre ritmi incentrati sulla danza con associati cambi di nota, mentre la musica classica tende a contenere più vibrato e note sostenute. Il fiddling è aperto anche all'improvvisazione e all'abbellimento con ornamenti a discrezione dell'esecutore, in contrasto con le esecuzioni orchestrali, che aderiscono alle note del compositore per produrre fedelmente un'opera. È meno comune per un violinista di formazione classica suonare musica folk, ma oggi molti violinisti folk (ad es. Alasdair Fraser, Brittany Haas e Alison Krauss) hanno una formazione classica.

## Storia
Il violino medievale (o viella) emerse nell'Europa nel X secolo derivando dalla lira bizantina (greco antico: λύρα, latino: lira, inglese: lira) che è uno strumento ad arco dell'Impero bizantino e antenato della maggior parte degli strumenti ad arco europei.
Il primo riferimento alla lira ad arco risale al IX secolo da parte del geografo Ibn Khordadbeh († 911) nella sua discussione lessicografica sugli strumenti citò la lira (lūrā) come strumento tipico dei bizantini ed equivale al rebab suonato negli imperi islamici.
La lira si diffuse ampiamente verso l'Europa occidentale nel XI e nel XII secolo e gli scrittori europei usano i termini fiddle e lira in modo intercambiabile quando si riferiscono agli strumenti ad arco.
I violìnisti dell'Africa occidentale hanno accompagnato il canto e la danza con i violìni di zucca a una corda e molti musicisti neri negli Stati Uniti hanno imparato su violìni simili fatti in casa prima di passare al violino europeo. Già a metà del 1600, i violinisti neri ("squisiti interpreti di violini a tre corde"), suonavano per i ballerini sia bianchi che neri durante le celebrazioni di strada nell'insediamento olandese di New Amsterdam e, nel 1600, violinisti schiavi fornivano regolarmente la musica ai balli nelle piantagioni in Virginia.
Nel corso dei secoli, l'Europa continuò ad avere due tipi distinti di fiddle: uno con la spalla relativamente quadrata, tenuto tra le braccia,divenne noto come la famiglia della viola da braccio; l’altro, con le spalle inclinate e tenuto tra le ginocchia, apparteneva alla famiglia della viola da gamba. Nel Rinascimento, le viole da gamba erano strumenti importanti ed eleganti; alla fine presero terreno a favore della famiglia più numerosa (e, originariamente, meno aristocratica) della viola da braccio.

## Etimologia
L'etimologia di fiddle è incerta: deriva probabilmente da fidula, che è la parola primitiva per violino, oppure potrebbe essere di origine germanica.
Il nome può essere correlato dall'islandese Fidla e anche all'inglese antico fidela. Un antenato germanico di fiddle potrebbe essere l'antenato della prima forma romanza di violino.
Nel Medioevo, il termine fiddle si rivolgeva al predecessore dell'odierno violino. Come il violino classico tendeva ad avere quattro corde, ma era disponibile in varie forme e dimensioni. Un'altra famiglia di strumenti che ha contribuito allo sviluppo del moderno violino folk (o fiddle) sono le viole, che vengono tenute tra le gambe e suonate verticalmente, e hanno una tastiera con tasti.

## Gruppi musicali

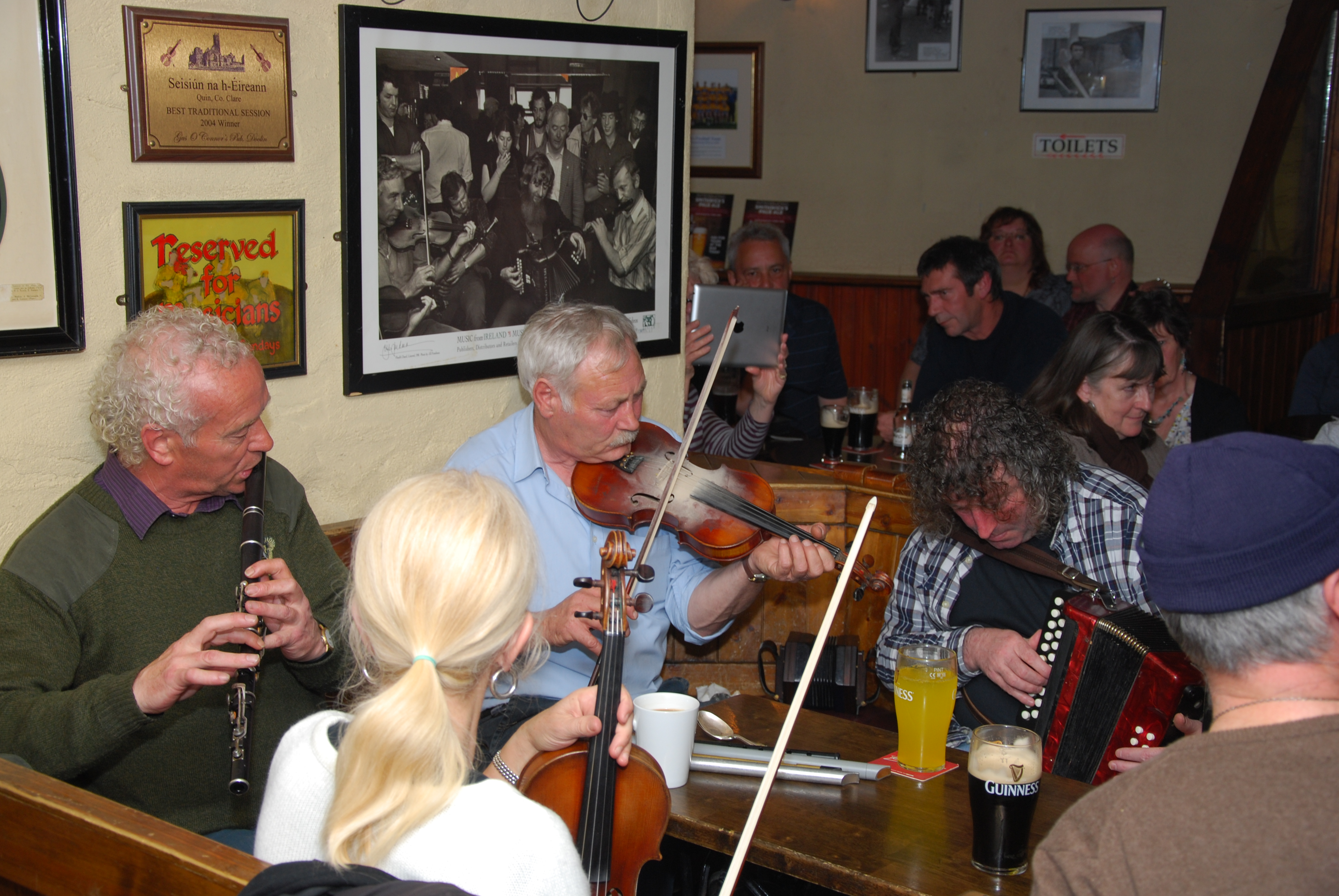
Violinisti partecipanti ad una sessione in un pub irlandese

Durante l'esecuzione, un violinista solista – o uno o due con un gruppo di altri strumentisti – è la norma, sebbene il twin fiddle sia rappresentato in vari stili nordamericani, scandinavi, scozzesi o irlandesi. In seguito ai revival folk della seconda metà del XX secolo, divenne comune in situazioni meno formali trovare grandi gruppi di violinisti che suonavano insieme: vedi ad esempio i Calgary Fiddlers, i club di musicisti folk svedesi Spelmanslag e il fenomeno mondiale delle sessioni irlandesi.
I violini orchestrali, invece, sono comunemente raggruppati in sessioni. Queste tradizioni contrastanti possono essere vestigia di ambientazioni storiche: le grandi sale da concerto in cui venivano suonati i vìolini richiedevano più strumenti prima dell'amplificazione elettronica, rispetto alle sale da ballo più intime e alle case in cui suonavano i violinisti folk.
La differenza era probabilmente aggravata dai diversi suoni attesi dalla musica per violino folk (o fiddle) e da quella per violino classico. Storicamente, la musica per fiddle era la musica da ballo, mentre la musica per violino classico era nata dalla musica da ballo o era qualcos'altro. La musica per violino arrivò ad apprezzare una morbidezza che il fiddling, con il suo ritmo chiaro guidato dalla danza, non sempre seguiva. In situazioni che richiedevano un volume maggiore, un vìolinista folk (purché mantenesse il ritmo) poteva spingere il proprio strumento più forte di quanto potesse fare un violinista classico.

### Scozzese con violoncello
Alla fine del XX secolo, alcuni artisti hanno tentato con successo una ricostruzione della tradizione scozzese del violino e del "big fiddle" o violoncello. Esempi registrati degni di nota includono Iain Fraser, Christine Hanson e gli album:
- Bonnie Lasses, di Amelia Kaminsky e Christine Hanson;
- Fire and Grace, di Alasdair Fraser e Natalie Haas;
- The Wilds, di Tim McDonald e Jeremy Ward.

### Balcanico conkontra
I violinisti ungheresi, sluveni e rumeni sono spesso accompagnati da una variante a tre corde della viola (nota come kontra) e dal contrabbasso, con cimbalom e clarinetto che sono aggiunte meno standard ma ancora comuni a un gruppo. In Ungheria, una variante di Viola a tre corde con ponte piatto, chiamata kontra o háromhúros brácsa, costituisce parte di una sezione ritmica tradizionale nella musica popolare ungherese. Il ponte piatto consente al musicista di suonare accordi a tre corde. Viene utilizzata anche una variante di contrabbasso a tre corde.

## Stili
In misura maggiore rispetto al violino classico, il violino folk (o fiddle) è caratterizzato da un'enorme varietà di tradizioni di musica etnica e popolare, ognuna delle quali ha il proprio suono distintivo.

### Europa

#### Gran Bretagna
- Fiddling di musica popolare inglese, tra cui:
  - lo stile violinistico northumbriano che presenta il "seconding", una parte di armonía improvvisata da un secondo violinista;
  - il fiddling lakelandiano o cumbriano, avente un repertorio in gran parte basato sulla hornpipe, ma che incorpora anche reel e giga;
- fiddling scozzese, tra cui:
  - fiddling shetlandiano, che include brani trowie che si dice provengano dal folk dei pari[1];
  - una tradizione del Nord Est (in particolare Aberdeenshire e Moray) fortemente influenzata dalla tecnica del violino barocco con staccato e tecniche scozzesi ad arco e doppi registri;
  - una tradizione degli Scottish Borders con un repertorio pesante di hornpipes e con un uso massiccio di doppie note;
  - una tradizione delle Highland, fortemente influenzata dagli ornamentali della scala misolidia della cornamusa di Great Highland, così come da un arco più fluido rispetto ad altri stili di violino scozzesi e un'oscillazione di 6/8 del ritmo di giga;
  - una tradizione delle Highland occidentali e delle Ebridi, molto strettamente legata alla tradizione delle Highland con grande influenza alla tradizione della canzone gaelica;
  - una tradizione delle Orcadi con archi e ornamenti più semplici, ma con brani caratterizzati da alterazioni;
- fiddling gallese, una tradizione recentemente rediviva.

#### Irlanda
- Fiddling di musica popolare irlandese, tra cui:
  - il Donegal che suona da Nord Ovest dell'Ulster, con mazurche e un repertorio con influenze scozzesi che include danze di Strathspey e di Highland Fling. I violinisti folk tendono a suonare velocemente e fanno un uso massiccio dell'arco staccato e, di tanto in tanto, possono "suonare il basso", il che significa che un secondo violinista può suonare una melodia un'ottava sotto dove la sta suonando un primo violinista;
  - Sligo che suona dal Connacht settentrionale, che come il Donegal tende a essere veloce ma con una sensazione più elastica nell'archetto;
  - Galway che suona con il Connacht meridionale, che è il più lento delle tradizioni di Sligo o Donegal con una maggiore enfasi sugli ornamenti[2];
  - Clare che suona dal Munster settentrionale, che tende ad essere suonato vicino al tempo più lento di Galway ma con una maggiore enfasi sulla melodia stessa piuttosto che sugli ornamenti;
  - Sliabh Luachra che suona dal Sud ovest del Munster, caratterizzato da un repertorio unico di polche e slide, dall'uso dei doppi registri e bordoni, oltre a suonare una melodia su due ottave come nell Donegal.

#### Paesi nordici

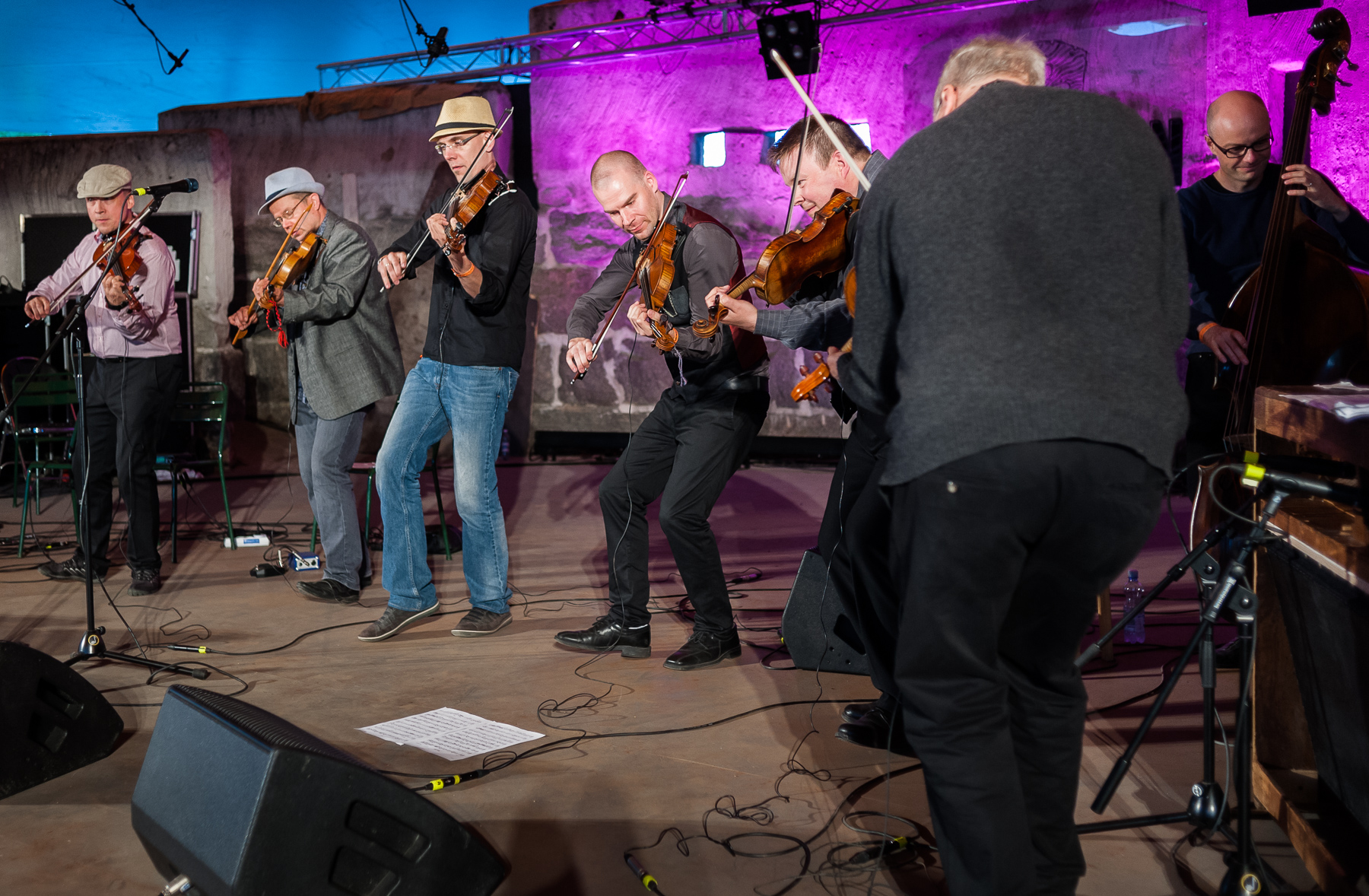
Il gruppo folk JPP al Festival di Musica Folk di Kaustisen 2015, a Kaustinen (Finlandia)

- Fiddling norvegese, incluso l'hardanger e le tradizioni di:
  - stili di Røros e Nord-Norge, che utilizzano entrambi il violino standard;
  - Finnskogen, che utilizza il violino standard ma presenta alcuni bemolli influenzati dalla musica popolare finlandese;
  - stili Voss e Telemark, che utilizzano entrambi l'hardanger;
  - Setesdal, che utilizza sia violìni standard che l'hardanger;
- fiddling svedese, comprese le tradizioni di:
  - Jämtland;
  - Dalarna;
- fiddling finlandese, compresi gli stili regionali di:
  - Kaustinen;
  - Ostrobotnia, fortemente influenzata dal fiddling svedese.

#### Europa continentale
- fiddling austriaco;

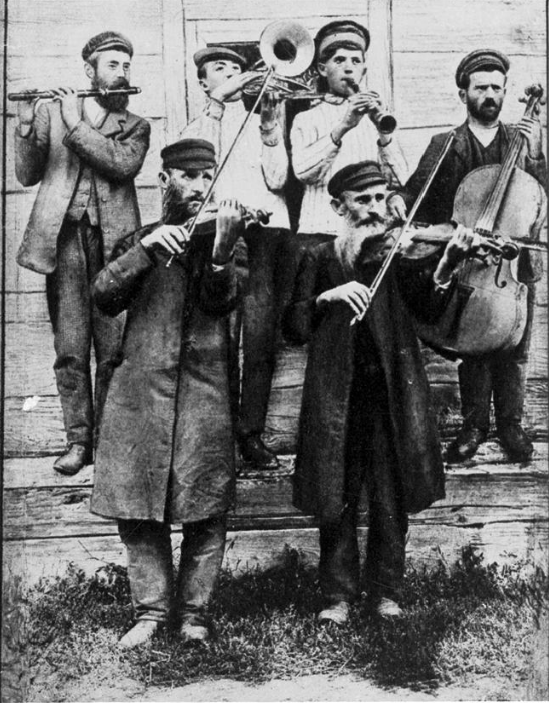
Violinisti Klezmer a un matrimonio, Ucraina ca. 1925

- fiddling francese, che comprende un'antica tradizione della Corrèze e una ripresa della Bretagna;
- tradizioni musicali popolari ungheresi;
- fiddling italiano;
- fiddling klezmeriano;
- fiddling polacco
- fiddling portoghese e azzorriano;
- fiddling rumeno.

### Americhe

#### Stati Uniti

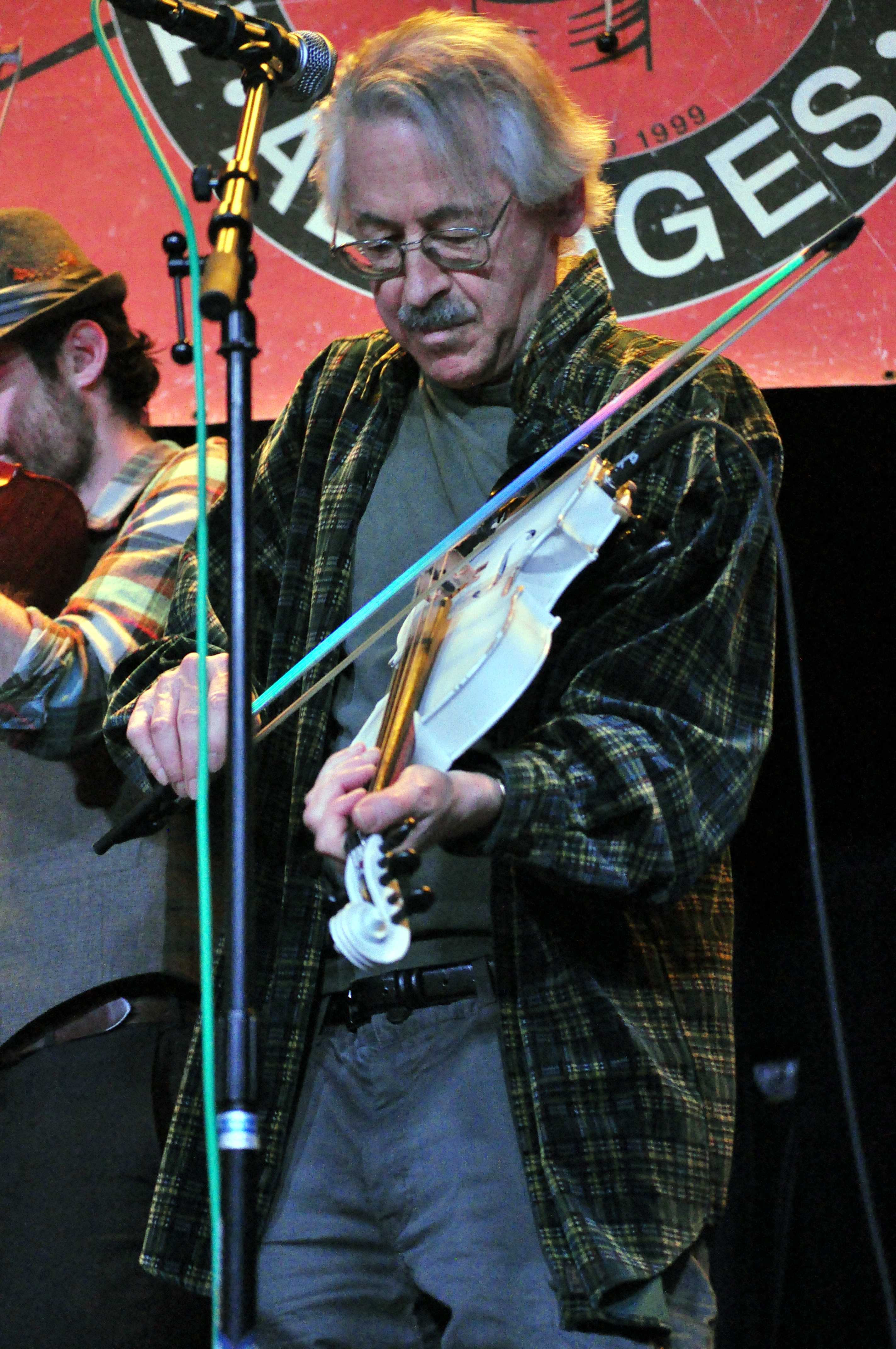
Peter Stampfel di The Holy Modal Rounders

Fiddling statunitense, un'ampia categoria che comprende stili tradizionali e moderni
Tradizionale
- Blues;
- Cajun e Zydeco;
- fiddling dei nativi americani degli Stati Uniti, tra cui:
  - Cherokee;
  - Creek;
  - musica waila di Tohono O'odham, uno stile influenzato fortemente dal fiddling messicano e caratterizzato da conteggi e armonie irregolari nelle terze, nelle quarte e nelle seste;
- fiddling dei vecchi tempi, tra cui :
  - fiddling appalachiano, lo stile oggi più conosciuto caratterizzato da un uso massiccio di bordoni e doppi registri, nonché di modelli di archetto sincopati;
  - fiddling degli Athabascani dell'Alaska interna;
  - fiddling del Midwest, fortemente influenzato dalla musica scandinava;
  - fiddling dell'altopiano d'Ozark, che s'inchina più velocemente e in modo più deciso degli Appalachi;
  - fiddling texano, con influenze del fiddling messicano e un'enfasi sullo stile competitiva;Il violinista di bluegrass Kenny Baker

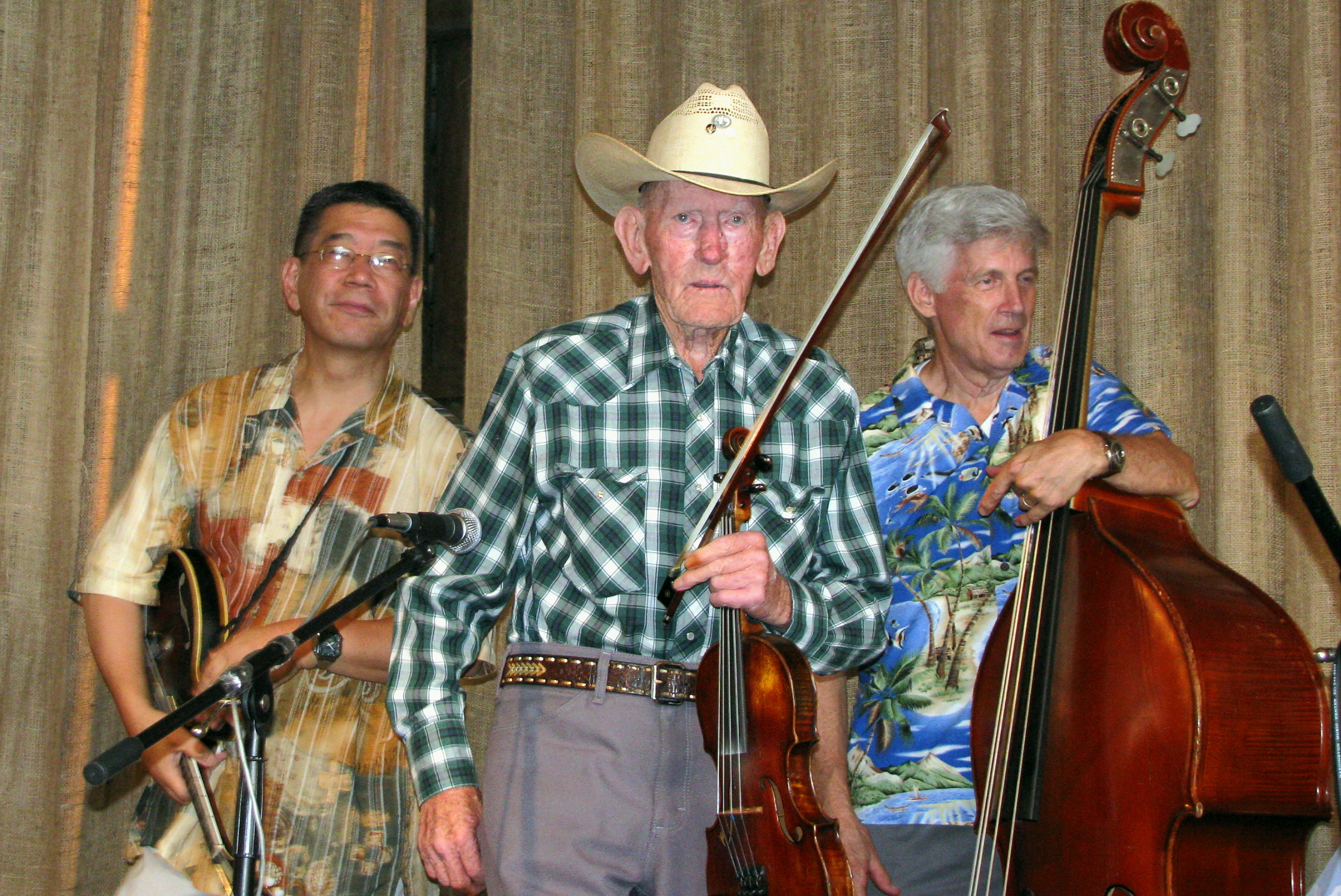
Il violinista di bluegrass Kenny Baker

  - fiddling della Nuova Inghilterra, con forti influenze dal repertorio québecois/franco-canadese e britannico;
  - fiddling nordoccidentale, con influenze degli stili di violino sia ozarkiani che midwestiani, sebbene influenzati dal fiddling texano.

Moderno
- Bluegrass;
- country & western;
- Western swing.

#### Canada
Il fiddling resta popolare in Canada, è i suoi vari stili canadesi sono visti come una parte importante dell'identità culturale del paese, come celebrato durante la cerimonia di apertura delle Olimpiadi invernali di Vancouver 2010.
- fiddling del Capo Bretone, con una chiara influenza scozzese;
- fiddling franco-canadese, che include "influenze storte" (cioè, melodie con ritmi irregolari);
- Métis fiddling dell Canada centroccidentale caratterizzato da una forte influenza franco-canadese, ma con melodie ancora più "storte";
- fiddling di Terranova e Labrador;
- fiddling degli Acadiani, delle Province marittime e del Downeast, che hanno molte somiglianze con quello di Capo Bretone;
- fiddling anglo-canadese.

#### Messico

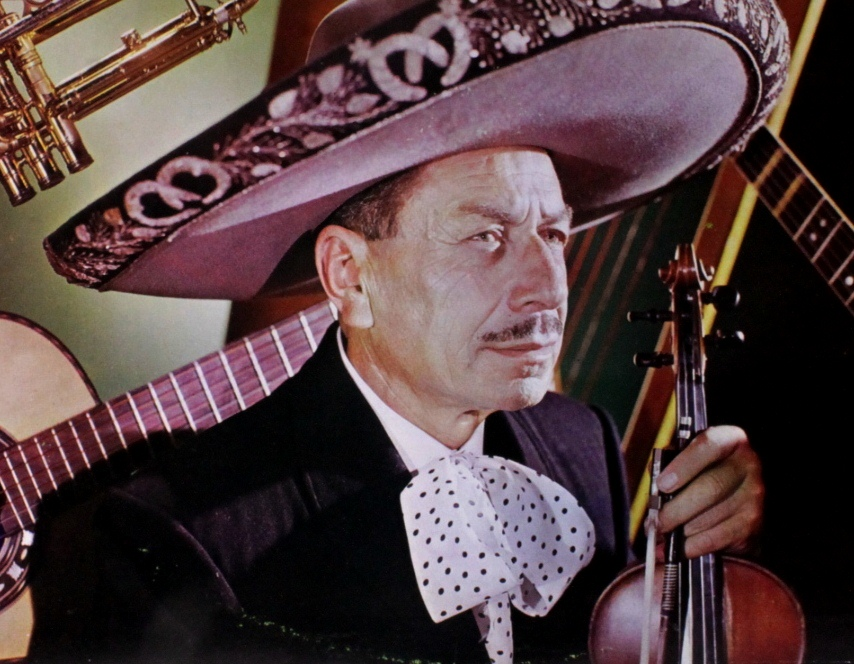
Silvestre Vargas (1901-1985), violinista dei mariachi dal 1921 al 1975, direttore dal 1931 al 1955

Il fiddling messicano include:
- danza indigena;
- mariachi;
- son arribeño;
- son calentano;
- son huasteco;
- son planeco;
- violín-tambora;
- violín tuxtleco;
- violín mixteco.

#### Sudamerica
- Forró, un tipo di musica proveniente dal Brasile, inclusa la traduzione della ribeca;
- fiddling peruviano.

### Africa, Asia e Australia
- Violino africano;
- tradizioni musicali popolari australiane;
- fidula huqin cinese;
- morna, che suona dal Capo Verde;
- sarangi (o fidula indiana);
- musica classica indiana.

## Strumenti correlati

### Varianti

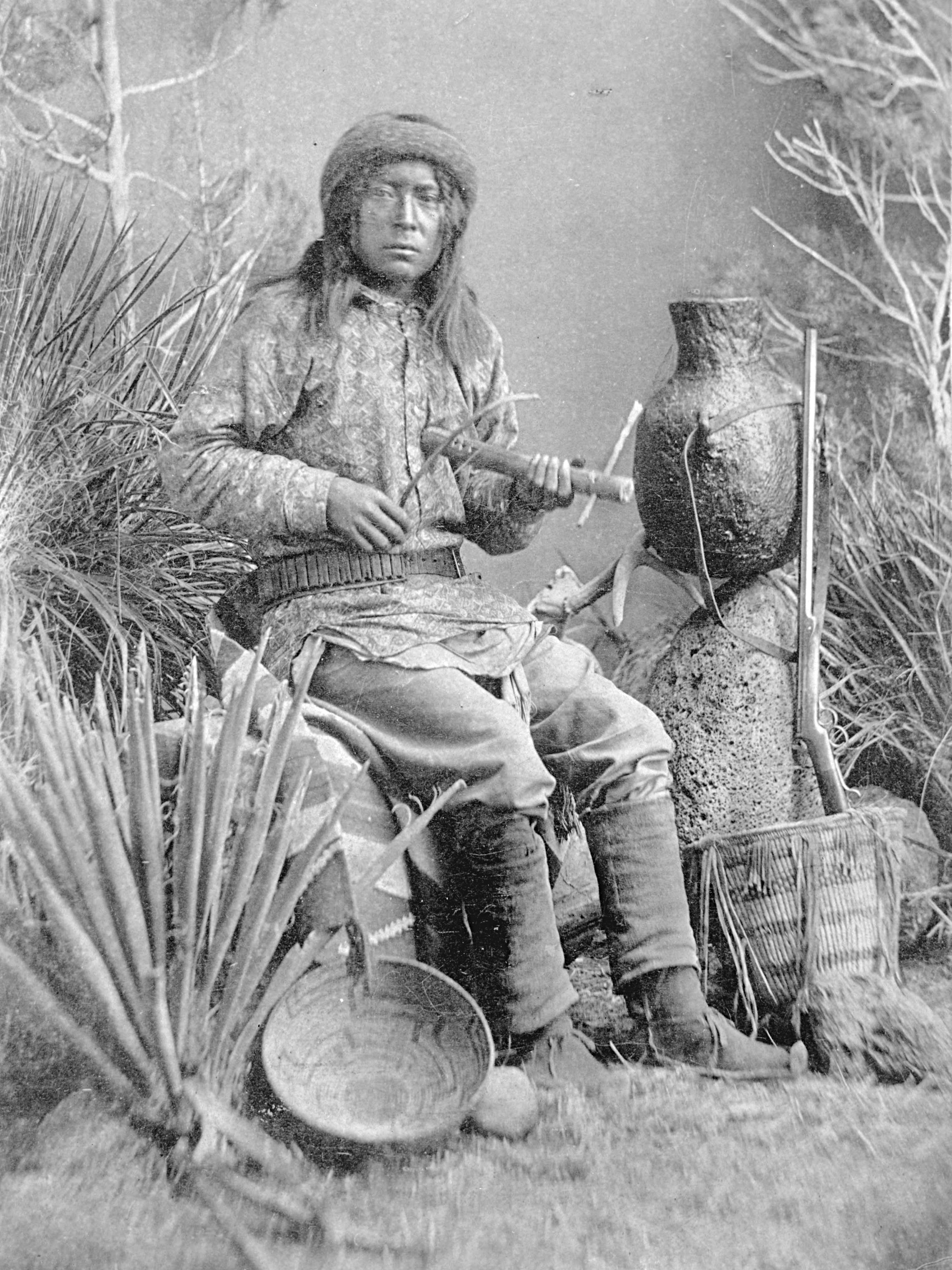
Crasi, un musicista Apache di Warm Springs che suona l'Apache fiddle, 1886

- Hardanger
- Fonoviolino[3]

### Relazioni vicine
- Violoncello
- Contrabbasso
- Kontra
- Låtfiol
- Ribeca
- Rabeca
- Viola

### Relazioni lontane

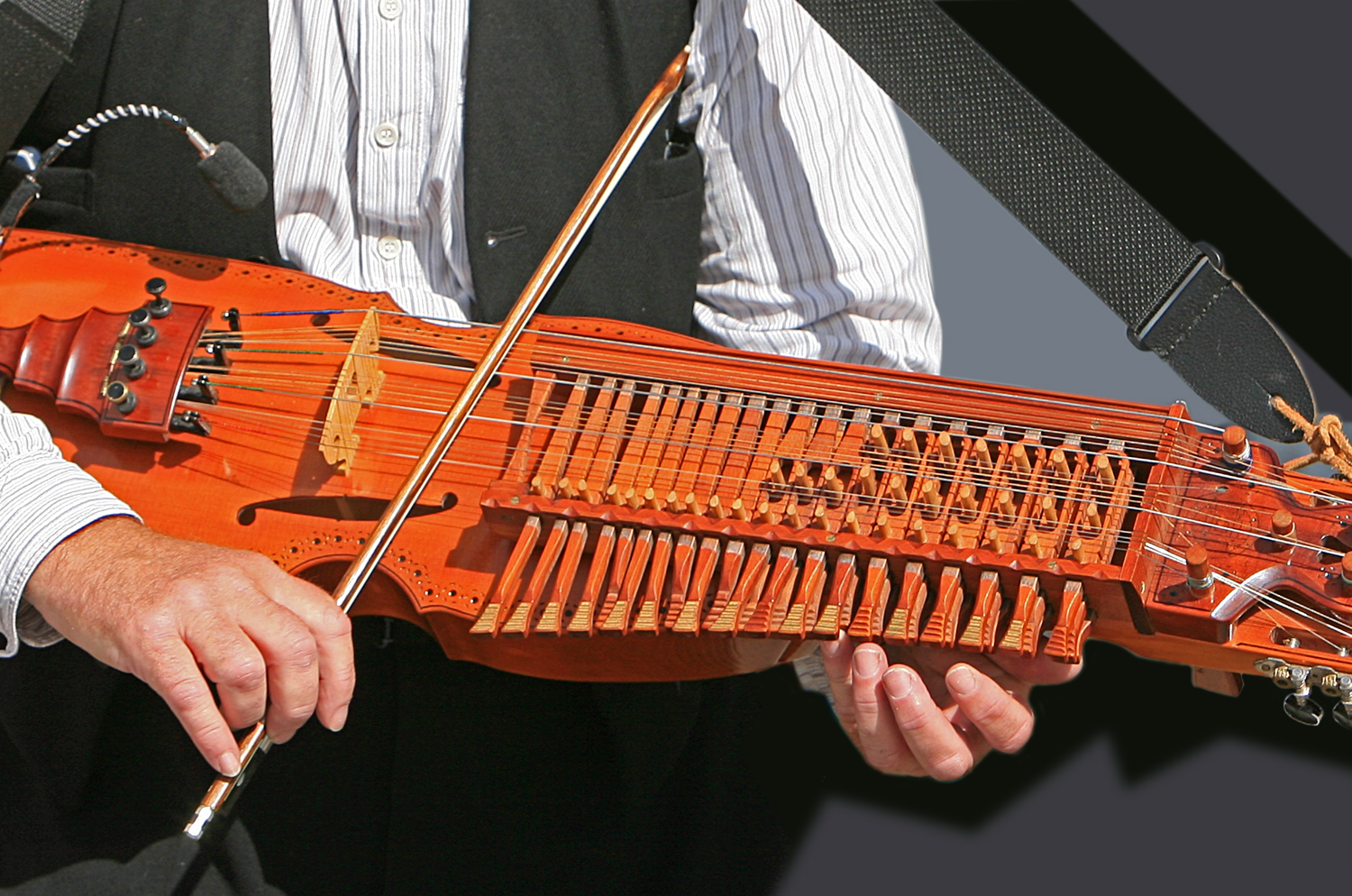
Musicista che suona la nyckelharpa

- Apache fiddle
- Lira bizantina[4]
- Lira cretese
- Crotta
- Gadulka
- Gudok
- Gusla
- Ghironda[5]
- Kamancheh
- Lijerica
- Nyckelharpa
- Rebab